# Nhóm Quỷ
Trong lý thuyết nhóm thuộc đại số trừu tượng, nhóm Quỷ M (còn gọi là quỷ Fischer–Griess hay người khổng lồ dễ gần) là nhóm sporadic đơn giản lớn nhất, với cấp:
      246 · 320 · 59 · 76 · 112 · 133 · 17 · 19 · 23 · 29 · 31 · 41 · 47 · 59 · 71 
   = 808,017,424,794,512,875,886,459,904,961,710,757,005,754,368,000,000,000 
   ≈ 8×1053.
Tất cả các nhóm đơn hữu hạn đều đã được phân loại, chia thành 18 gia đình vô hạn đếm được, và 26 ngoại lệ không theo quy luật. Những ngoại lệ này được gọi là các nhóm sporadic, có lúc gọi là các nhóm sporadic đơn giản hoặc các nhóm sporadic hữu hạn. Nhóm Quỷ lấy 20 nhóm sporadic (bao gồm chính nó) làm thương số con. Robert Griess, người đã chứng minh sự tồn tại của nhóm Quỷ vào năm 1982, đã gọi 20 nhóm này là gia đình hạnh phúc, và sáu nhóm còn lại là những kẻ bị ruồng bỏ.

## Định nghĩa
Nó đếm được với số chiều {\displaystyle \dim {M}=196883\approx 200000}.